# Bukovno
Bukovno település Csehországban, a Mladá Boleslav-i járásban. Bukovno Čistá, Mladá Boleslav, Hrdlořezy, Katusice, Krásná Ves, Dalovice, Plužná, Vinec, Rokytovec és Pětikozly településekkel határos. Lakosainak száma 788 fő (2024. január 1.).

## Népesség
A település lakosságának változását az alábbi diagram mutatja:
| Lakosok száma | 919  | 947  | 974  | 736  | 587  | 560  | 736  | 739  | 743  | 788  |
|               | 1869 | 1890 | 1921 | 1950 | 1980 | 2001 | 2017 | 2019 | 2022 | 2024 |